# Comme des enfants
Singles de Cœur de pirate
Pour un infidèle
(2010)
Pistes de Cœur de pirate
Berceuse
Comme des enfants est une chanson écrite et enregistrée par la chanteuse québécoise Béatrice Martin dite Cœur de pirate. Elle est issue de son premier album Cœur de pirate, sorti au Canada en 2008 et en France en 2009, année de sa sortie en single.

## Palmarès
| Pays                     | Meilleure position | Certification |
| ------------------------ | ------------------ | ------------- |
| Belgique (Wallonie)      | 2                  |               |
| France                   | 4                  |               |
| France (téléchargements) | 10                 |               |
| Suisse                   | 62                 |               |

## Publicités
- En 2014, la chanson est reprise et modifiée dans les publicités pour Disneyland Paris[3].
- La chanson est utilisée par la compagnie d'assurance Abeille Assurances (ex-Aviva France) pour un spot de pub TV diffusé en 2022[4],[5].